# Northern lights
「Northern lights」（ノーザン・ライツ）は、林原めぐみの29枚目のシングル。2002年3月27日にスターチャイルドから発売された（KICM-3027）。

## 概要
- 前作「brave heart」より3ヶ月ぶりのリリース。
- 収録曲2曲はそれぞれ、アニメ『シャーマンキング』のオープニング、エンディングのタイアップで、2001年にリリースされた「Over Soul」、「brave heart」に続く同アニメのタイアップとなっている。
- オリコンチャートでの週間チャートでは最高3位を獲得。自己最高位を更新し、林原の全作品を通じて自己最高位でもある。また、当時のソロ声優歌手としての最高位を記録した[注釈 1]。また、週間シングルチャートトップ10入り作品数の記録も更新した。
- 2003年10月度、ゴールドディスクに認定された[1]。2014年5月度には有料音楽配信でもゴールドディスクに認定された[2]。
- 初回仕様はデジパックになっている。

## 収録曲
（全作詞：MEGUMI、作曲・編曲：たかはしごう）
1. Northern lights [3:31]
  - テレビ東京系アニメ『シャーマンキング』後期オープニングテーマ[注釈 2]
  - 自身のアルバム『center color』および、『シャーマンキング』のドラマCD「恐山ル・ヴォワール〜prologue to shaman〜」にはバラードバージョンが収録されており、同バージョンのインスト版が、アニメ本編の第40話と第57話で使用された。
2. おもかげ [3:44]
  - テレビ東京系アニメ『シャーマンキング』後期エンディングテーマ[注釈 3]
3. Northern lights -instrumental- [3:31]
4. おもかげ -instrumental- [3:42]

## 収録アルバム
| 曲名            | 収録アルバム                                                                             | 発売日         | 規格品番          | 備考                                |
| --------------- | ---------------------------------------------------------------------------------------- | -------------- | ----------------- | ----------------------------------- |
| Northern lights | 『シャーマンキング オリジナルサウンドトラック MELODY of THE SPIRITS 〜精霊達のしらべ〜』 | 2002年6月26日  | KICA-575          | TV VERSIONが収録。                  |
| Northern lights | 『恐山ル・ヴォワール 〜prologue to shaman〜』                                            | 2002年10月23日 | KICA-581          | オリジナルとBallade Versionが収録。 |
| Northern lights | 『center color』                                                                         | 2004年1月7日   | KICS-1070         | オリジナルとBallade Versionが収録。 |
| Northern lights | 『VINTAGE White』                                                                        | 2011年6月11日  | KICS-91670〜91671 |                                     |
| Northern lights | 『VINTAGE DENIM』                                                                        | 2021年3月30日  | KICS-3980〜3982   |                                     |
| おもかげ        | 『シャーマンキング オリジナルサウンドトラック MELODY of THE SPIRITS 〜精霊達のしらべ〜』 | 2002年6月26日  | KICA-575          | TV VERSIONが収録。                  |
| おもかげ        | 『center color』                                                                         | 2004年1月7日   | KICS-1070         |                                     |

## カバー
| 曲名            | アーティスト | 収録アルバム等                                | 発売日        | 規格品番     | 備考                           |
| --------------- | ------------ | --------------------------------------------- | ------------- | ------------ | ------------------------------ |
| Northern lights | 奥井雅美     | 『マサミコブシ』                              | 2003年5月1日  | KICS-1167    | カバーアルバム                 |
| Northern lights | 彩音×飛蘭    | 『Animelo Summer Live 2010 -evolution- 8.29』 | 2011年4月20日 | KIBM-1061〜3 | ライブDVD                      |
| Northern lights | 彩音×飛蘭    | 『Animelo Summer Live 2010 -evolution- 8.29』 | 2011年4月20日 | KIXM-1014〜5 | ライブBlu-ray                  |
| Northern lights | 巽悠衣子     | 『新・百歌声爛II 女性声優編』                 | 2012年2月8日  | ESCL-3811    | カバーコンピレーションアルバム |
| Northern lights | Afterglow    | 『バンドリ! ガールズバンドパーティ!』         | -             | アプリゲーム |                                |